# Anilios ligatus
Anilios ligatus är en ormart som beskrevs av Peters 1879. Anilios ligatus ingår i släktet Anilios och familjen maskormar. Inga underarter finns listade i Catalogue of Life.
Arten förekommer i Australien. Den har en population i nordöstra Western Australia, norra Northern Territory och nordvästra Queensland. Den andra stora populationen lever i östra Queensland och nordöstra New South Wales. Den första populationen hittas främst i fuktiga skogar och i andra fuktiga landskap. I sydöstra delen av utbredningsområdet lever Anilios ligatus även i mer torra skogar. Födan utgörs av ägg och larver från myror, bland annat av släktet Myrmecia. Honor lägger ägg.
I begränsade områden hotas beståndet av människans byggen. Hela populationen antas vara stabil. IUCN listar arten som livskraftig (LC).